# BMW 3er Gran Turismo

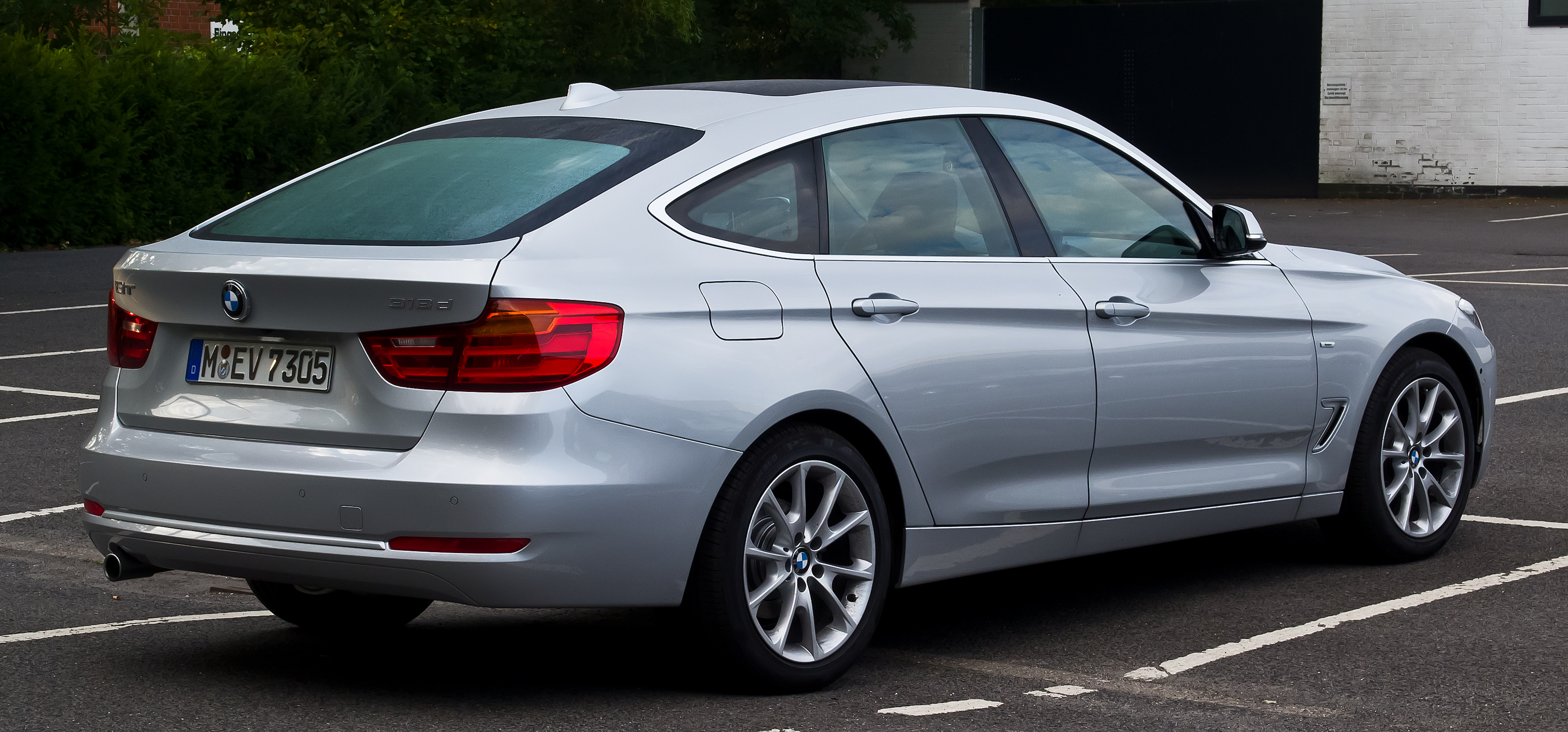
Heckansicht

Der BMW 3er Gran Turismo (kurz: 3er GT; interne Baureihe F34) ist eine Schräghecklimousine auf Basis der 3er-Reihe (F30), die im Juni 2013 in den Handel kam. Mit dem 3er GT fügte BMW der 3er-Reihe eine neue Karosserievariante hinzu.
Die Silhouette ähnelt der eines Coupés, jedoch sind die Abmessungen der Karosserie gegenüber dem gewöhnlichen 3er wesentlich größer, sodass der 3er GT die Bauarten Limousine und Kombi vereinen soll.

## Modellgeschichte
Der 3er GT wurde erstmals auf dem Genfer Auto-Salon 2013 öffentlich gezeigt, die Markteinführung fand im Juni 2013 statt. Ab März 2013 wurde das Fahrzeug im BMW-Werk Dingolfing gebaut. Im Sommer 2016 erhielt der BMW 3er Gran Turismo ein Facelift. Im März 2019 wurde im Zuge der Bilanzpressekonferenz 2019 von BMW bekanntgegeben, dass der BMW 3er Gran Turismo, da er von Kunden nicht stark nachgefragt wird und der Hersteller seine Komplexität im Modellprogramm reduzieren möchte, voraussichtlich kein Nachfolgemodell erhalten soll.

## Karosserie

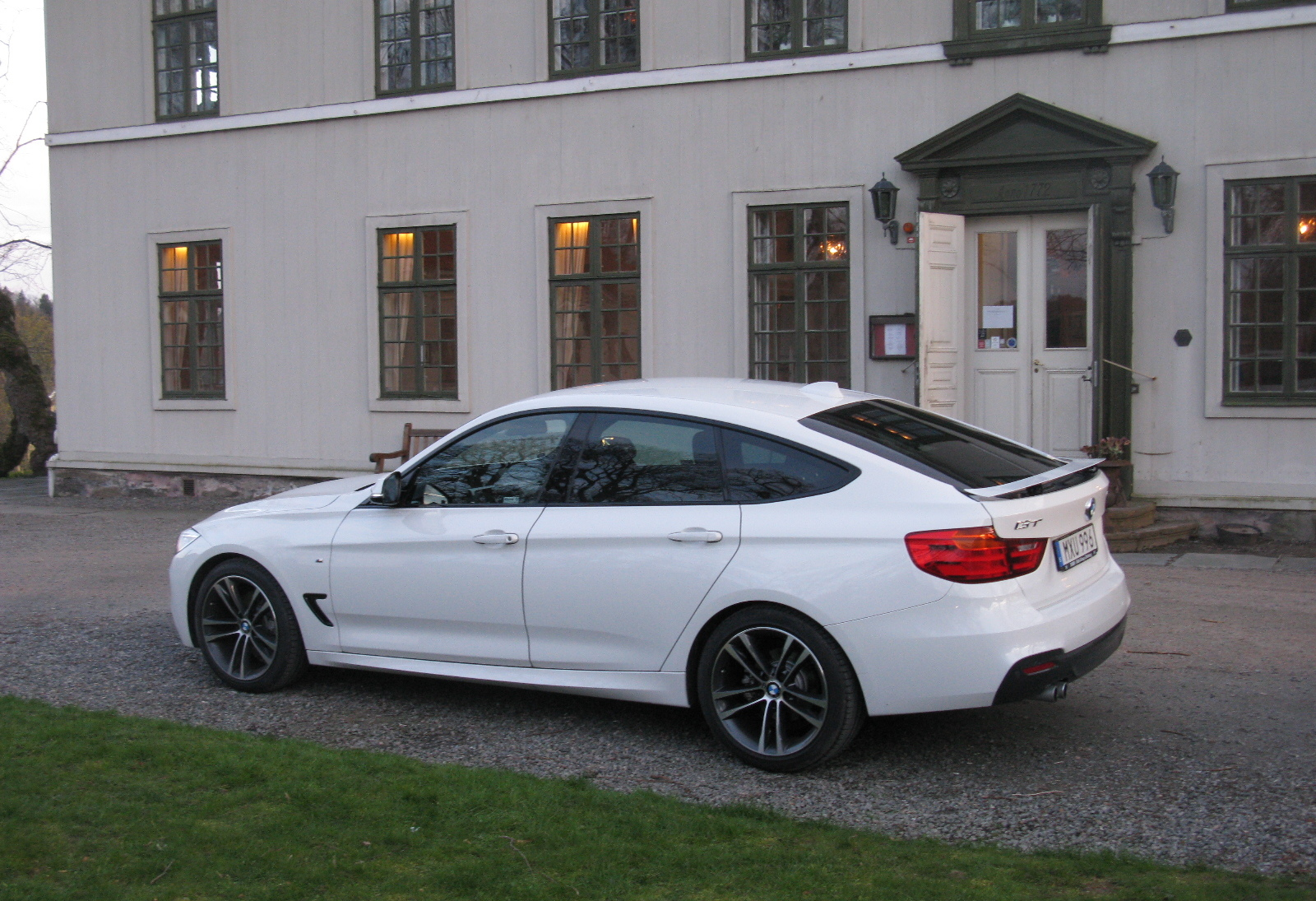
Heckansicht mit hochgefahrenem Spoiler

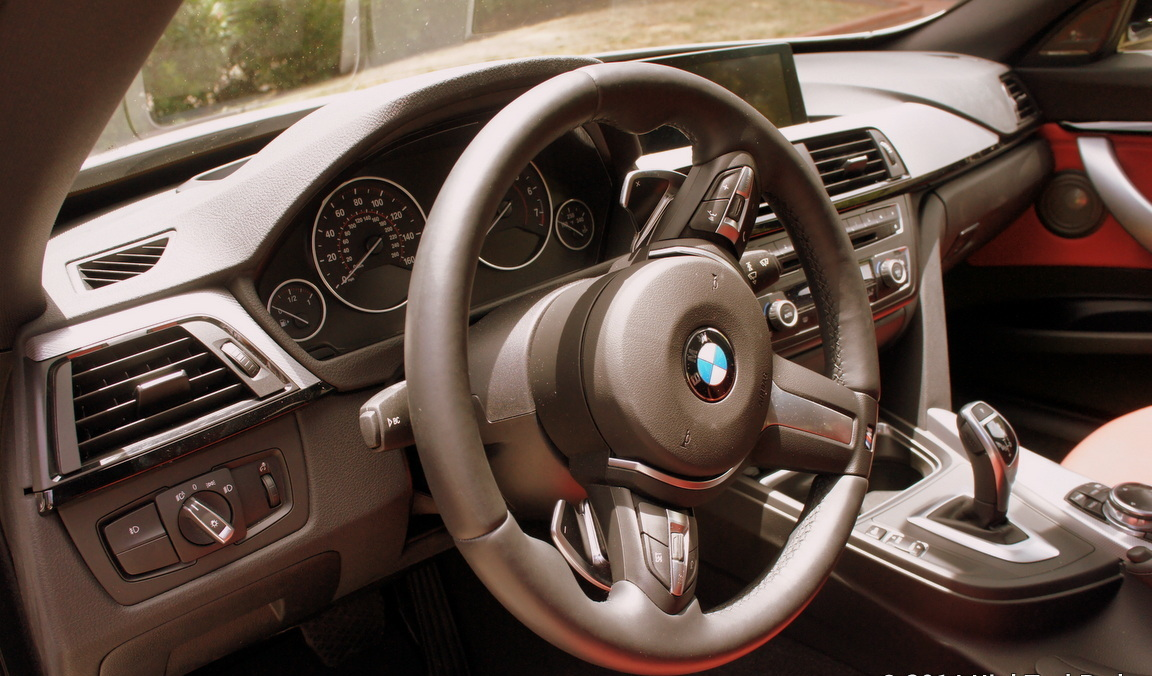
Innenraum

Die Seitenscheiben sind wie beim 5er GT rahmenlos. Das Fahrzeug hat bumerangförmige Luftauslässe in den vorderen Kotflügeln zum Abströmen der Luft in den Radkästen.
Erstmals führte BMW bei diesem Modell einen „aktiven“, elektrisch ausfahrbaren Heckspoiler ein: Er fährt bei einer Geschwindigkeit von 110 km/h aus und bei 70 km/h wieder ein, kann jedoch auch manuell betätigt werden. Durch den Heckspoiler wird der Auftrieb an der Hinterachse um bis zu 35 Prozent reduziert.

## Sicherheit
Das im Jahr 2012 getestete Stufenheckmodell BMW F30, das die Basis des F34 ist, wurde beim Euro-NCAP-Crashtest und beim US-NCAP-Crashtest jeweils mit fünf Sternen bewertet.

## Ausstattung
Das Fahrzeug wurde in vier verschiedenen Ausstattungslinien Advantage (ab 2015), Luxury Line, M-Sportpaket, Sport Line und bis 2015 auch Modern Line angeboten, die sich in bestimmten Ausstattungsmerkmalen voneinander unterscheiden.

## Motorisierungen
Zur Markteinführung war der 3er Gran Turismo in fünf Motorvarianten, die jeweils eine Turboaufladung haben, erhältlich: ein Reihensechszylinder- mit 3 Liter Hubraum und ein Reihenvierzylinder-Ottomotor mit 2 Liter Hubraum sowie ein Zweiliter-Reihenvierzylinder-Dieselmotor. Bei den Reihenvierzylindermotoren gab es jeweils zwei Leistungsstufen.
Ab Juli 2013 wurde mit dem 325d GT zusätzlich ein zweifach turbogeladener Zweiliter-Vierzylinder-Dieselmotor angeboten. Im März 2014 kamen mit dem 330d GT und dem 335d GT zusätzlich zwei Leistungsstufen eines Dreiliter-Reihensechszylinder-Dieselmotor hinzu.
Dieselmotoren aus der Motorenfamilie B47 kamen im 318d GT und 320d GT ab Juli 2015 zum Einsatz. Zugleich wurde die maximale Leistung der Motorvarianten jeweils um 5 kW (6,8 PS) angehoben.
Ab dem Facelift 2016 wurden Motoren aus der Familie B48 bei den Vierzylinder-Ottomotoren eingesetzt. Der 328i GT wurde auf 330i GT umbenannt und seine maximale Leistung um 5 kW (6,8 PS) erhöht. Das Modell mit dem Reihensechszylinder-Ottomotor, nun mit Motor aus der Motorenfamilie B58 wurde von 335i GT auf 340i GT umgeändert und die maximale Leistung um 15 kW (20 PS) angehoben. Bei den Dieselmotoren wurde seitdem beim 325d GT ein Motor aus der Familie BMW B47 verwendet und die maximale Leistung um 5 kW (6,8 PS) erhöht.

## Technische Daten

### Ottomotoren
|                                                                 | 320i Gran Turismo / 320i xDrive Gran Turismo | 320i Gran Turismo / 320i xDrive Gran Turismo | 328i Gran Turismo / 328i xDrive Gran Turismo | 330i Gran Turismo / 330i xDrive Gran Turismo | 335i Gran Turismo / 335i xDrive Gran Turismo | 340i Gran Turismo / 340i xDrive Gran Turismo |
| --------------------------------------------------------------- | -------------------------------------------- | -------------------------------------------- | -------------------------------------------- | -------------------------------------------- | -------------------------------------------- | -------------------------------------------- |
| Bauzeitraum                                                     | 03/2013–06/2016                              | 06/2016–09/2020                              | 03/2013–06/2016                              | 06/2016–09/2020                              | 03/2013–06/2016                              | 06/2016–09/2020                              |
| Motorart                                                        | Ottomotor                                    | Ottomotor                                    | Ottomotor                                    | Ottomotor                                    | Ottomotor                                    | Ottomotor                                    |
| Motorbauart                                                     | R4                                           | R4                                           | R4                                           | R4                                           | R6                                           | R6                                           |
| Gemischaufbereitung                                             | Benzindirekteinspritzung                     | Benzindirekteinspritzung                     | Benzindirekteinspritzung                     | Benzindirekteinspritzung                     | Benzindirekteinspritzung                     | Benzindirekteinspritzung                     |
| Aufladung                                                       | Twin-Scroll-Abgasturbolader TPT              | Twin-Scroll-Abgasturbolader TPT              | Twin-Scroll-Abgasturbolader TPT              | Twin-Scroll-Abgasturbolader TPT              | Twin-Scroll-Abgasturbolader TPT              | Twin-Scroll-Abgasturbolader TPT              |
| Hubraum                                                         | 1997 cm³                                     | 1998 cm³                                     | 1997 cm³                                     | 1998 cm³                                     | 2979 cm³                                     | 2998 cm³                                     |
| max. Leistung bei min−1                                         | 135 kW (184 PS)/ 5000–6250                   | 135 kW (184 PS)/ 5000                        | 180 kW (245 PS)/ 5000                        | 185 kW (252 PS)/ 5200                        | 225 kW (306 PS)/ 5800–6400                   | 240 kW (326 PS)/ 5500                        |
| max. Drehmoment bei min−1                                       | 270 Nm/ 1250–4500                            | 270 Nm/ 1350–4600                            | 350 Nm/ 1250–4800                            | 350 Nm/ 1450–4800                            | 400 Nm/ 1200–5000                            | 450 Nm/ 1380–5000                            |
| Beschleunigung, 0–100 km/h in s                                 | 7,9 [7,9]                                    | 8,0 [8,1]                                    | 6,1 [6,1]                                    | 6,1                                          | 5,7 [5,4]                                    | 5,1                                          |
| Höchstgeschwindigkeit in km/h                                   | 230                                          | 230 [229]                                    | 250 (1)                                      | 250 (1)                                      | 250 (1)                                      | 250 (1)                                      |
| Kraftstoffverbrauch nach EWG-Richtlinie, kombiniert in l/100 km | 6,6                                          | 6,1                                          | 6,7                                          | 5,9                                          | 8,1                                          | 7,0                                          |
| Getriebe, serienmäßig                                           | 6-Gang-Schaltgetriebe                        | 6-Gang-Schaltgetriebe                        | 6-Gang-Schaltgetriebe                        | 8-Gang-Automatikgetriebe                     | 6-Gang-Schaltgetriebe                        | 8-Gang-Automatikgetriebe                     |
| Getriebe, optional                                              | 8-Gang-Automatikgetriebe                     | 8-Gang-Automatikgetriebe                     | 8-Gang-Automatikgetriebe                     | –                                            | 8-Gang-Automatikgetriebe                     | –                                            |
| Antrieb, serienmäßig                                            | Hinterradantrieb                             | Hinterradantrieb                             | Hinterradantrieb                             | Hinterradantrieb                             | Hinterradantrieb                             | Hinterradantrieb                             |
| Antrieb, optional                                               | Allradantrieb (xDrive)                       | Allradantrieb (xDrive)                       | Allradantrieb (xDrive)                       | Allradantrieb (xDrive)                       | Allradantrieb (xDrive)                       | Allradantrieb (xDrive)                       |
| Leergewicht nach DIN in kg                                      | 1540                                         | 1580                                         | 1570                                         | 1620                                         | 1640                                         | 1660                                         |
| Leergewicht nach EU in kg                                       | 1615                                         | 1655                                         | 1645                                         | 1695                                         | 1715                                         | 1735                                         |
| Tankinhalt                                                      | 60 l                                         | 60 l                                         | 60 l                                         | 60 l                                         | 60 l                                         | 60 l                                         |

Werte in eckigen Klammern [ ] gelten für Fahrzeuge mit optionalem Getriebe.

### Dieselmotoren
|                                                                 | 318d Gran Turismo                                   | 318d Gran Turismo                                   | 320d Gran Turismo / 320d xDrive Gran Turismo        | 320d Gran Turismo / 320d xDrive Gran Turismo        | 325d Gran Turismo                                                   | 325d Gran Turismo                                                   | 330d Gran Turismo / 330d xDrive Gran Turismo        | 335d xDrive Gran Turismo       |
| --------------------------------------------------------------- | --------------------------------------------------- | --------------------------------------------------- | --------------------------------------------------- | --------------------------------------------------- | ------------------------------------------------------------------- | ------------------------------------------------------------------- | --------------------------------------------------- | ------------------------------ |
| Bauzeitraum                                                     | 03/2013–07/2015                                     | 07/2015–09/2020                                     | 03/2013–07/2015                                     | 07/2015–09/2020                                     | 03/2013–06/2016                                                     | 06/2016–02/2018                                                     | 01/2014–09/2020                                     | 01/2014–09/2020                |
| Motortyp                                                        | Dieselmotor                                         | Dieselmotor                                         | Dieselmotor                                         | Dieselmotor                                         | Dieselmotor                                                         | Dieselmotor                                                         | Dieselmotor                                         | Dieselmotor                    |
| Motorbauart                                                     | R4                                                  | R4                                                  | R4                                                  | R4                                                  | R4                                                                  | R4                                                                  | R6                                                  | R6                             |
| Gemischaufbereitung                                             | Common-Rail-Direkteinspritzung                      | Common-Rail-Direkteinspritzung                      | Common-Rail-Direkteinspritzung                      | Common-Rail-Direkteinspritzung                      | Common-Rail-Direkteinspritzung                                      | Common-Rail-Direkteinspritzung                                      | Common-Rail-Direkteinspritzung                      | Common-Rail-Direkteinspritzung |
| Hochdruckinjektortechnologie                                    | k. A.                                               | k. A.                                               | k. A.                                               | k. A.                                               | k. A.                                                               | k. A.                                                               | Magnetventil-Injektoren MV                          | Piezo-Injektoren PZ            |
| Aufladung                                                       | Abgasturbolader mit variabler Turbinengeometrie TPT | Abgasturbolader mit variabler Turbinengeometrie TPT | Abgasturbolader mit variabler Turbinengeometrie TPT | Abgasturbolader mit variabler Turbinengeometrie TPT | zweistufige Abgasturboaufladung mit variabler Turbinengeometrie TPT | zweistufige Abgasturboaufladung mit variabler Turbinengeometrie TPT | Abgasturbolader mit variabler Turbinengeometrie TPT | Stufenaufladung (1) TPT        |
| Hubraum                                                         | 1995 cm³                                            | 1995 cm³                                            | 1995 cm³                                            | 1995 cm³                                            | 1995 cm³                                                            | 1995 cm³                                                            | 2993 cm³                                            | 2993 cm³                       |
| max. Leistung bei min−1                                         | 105 kW (143 PS)/ 4000                               | 110 kW (150 PS)/ 4000                               | 135 kW (184 PS)/ 4000                               | 140 kW (190 PS)/ 4000                               | 160 kW (218 PS)/ 4000                                               | 165 kW (224 PS)/ 4400                                               | 190 kW (258 PS)/ 4000                               | 230 kW (313 PS)/ 4400          |
| max. Drehmoment bei min−1                                       | 320 Nm/ 1750–2500                                   | 320 Nm/ 1500–3000                                   | 380 Nm/ 1750–2750                                   | 400 Nm/ 1750–2500                                   | 450 Nm/ 1500–2500                                                   | 450 Nm/ 1500–3000                                                   | 560 Nm/ 1500–3000                                   | 630 Nm/ 1500–2500              |
| Getriebe, serienmäßig                                           | 6-Gang-Schaltgetriebe                               | 6-Gang-Schaltgetriebe                               | 6-Gang-Schaltgetriebe                               | 6-Gang-Schaltgetriebe                               | 6-Gang-Schaltgetriebe                                               | 8-Gang-Automatikgetriebe                                            | 8-Gang-Automatikgetriebe                            | 8-Gang-Automatikgetriebe       |
| Getriebe, optional                                              | 8-Gang-Automatikgetriebe                            | 8-Gang-Automatikgetriebe                            | 8-Gang-Automatikgetriebe                            | 8-Gang-Automatikgetriebe                            | 8-Gang-Automatikgetriebe                                            | −                                                                   | −                                                   | −                              |
| Antrieb, serienmäßig                                            | Hinterradantrieb                                    | Hinterradantrieb                                    | Hinterradantrieb                                    | Hinterradantrieb                                    | Hinterradantrieb                                                    | Hinterradantrieb                                                    | Hinterradantrieb                                    | Allradantrieb (xDrive)         |
| Antrieb, optional                                               | –                                                   | –                                                   | Allradantrieb (xDrive)                              | Allradantrieb (xDrive)                              | –                                                                   | –                                                                   | Allradantrieb (xDrive)                              | –                              |
| Beschleunigung, 0–100 km/h in s                                 | 9,7 [9,6]                                           | 9,3 [9,2]                                           | 8,0 [7,9]                                           | 7,8 [7,7]                                           | 7,1 [6,8]                                                           | 6,4                                                                 | 5,7 [5,4]                                           | 4,9                            |
| Höchstgeschwindigkeit in km/h                                   | 210                                                 | 210                                                 | 230                                                 | 230 [226]                                           | 240                                                                 | 240                                                                 | 250 (2)                                             | 250 (2)                        |
| Kraftstoffverbrauch nach EWG-Richtlinie, kombiniert in l/100 km | 4,5                                                 | 4,5 [4,3]                                           | 4,9                                                 | 4,6 [4,3]                                           | 5,1                                                                 | 4,7                                                                 | 5,1                                                 | 5,6                            |
| Leergewicht nach DIN in kg                                      | 1540                                                | 1570                                                | 1565                                                | 1580                                                | 1600                                                                | 1640                                                                | 1660                                                | 1745                           |
| Leergewicht nach EU in kg                                       | 1615                                                | 1645                                                | 1640                                                | 1655                                                | 1675                                                                | 1705                                                                | 1735                                                | 1820                           |
| Tankinhalt                                                      | 57 l                                                | 57 l                                                | 57 l                                                | 57 l                                                | 57 l                                                                | 57 l                                                                | 57 l                                                | 57 l                           |

Werte in eckigen Klammern [ ] gelten für Fahrzeuge mit optionalem 8-Gang-Automatik-Getriebe.